# Petrés
Petrés é um município da Espanha na província de Valência, Comunidade Valenciana. Tem 1,9 km² de área e em 2021 tinha 1 012 habitantes (densidade: 532,6 hab./km²).

## Demografia
| Variação demográfica do município entre 1991 e 2004 | Variação demográfica do município entre 1991 e 2004 | Variação demográfica do município entre 1991 e 2004 | Variação demográfica do município entre 1991 e 2004 |
| --------------------------------------------------- | --------------------------------------------------- | --------------------------------------------------- | --------------------------------------------------- |
| 1991                                                | 1996                                                | 2001                                                | 2004                                                |
| 712                                                 | 757                                                 | 822                                                 | 867                                                 |